# Floreal

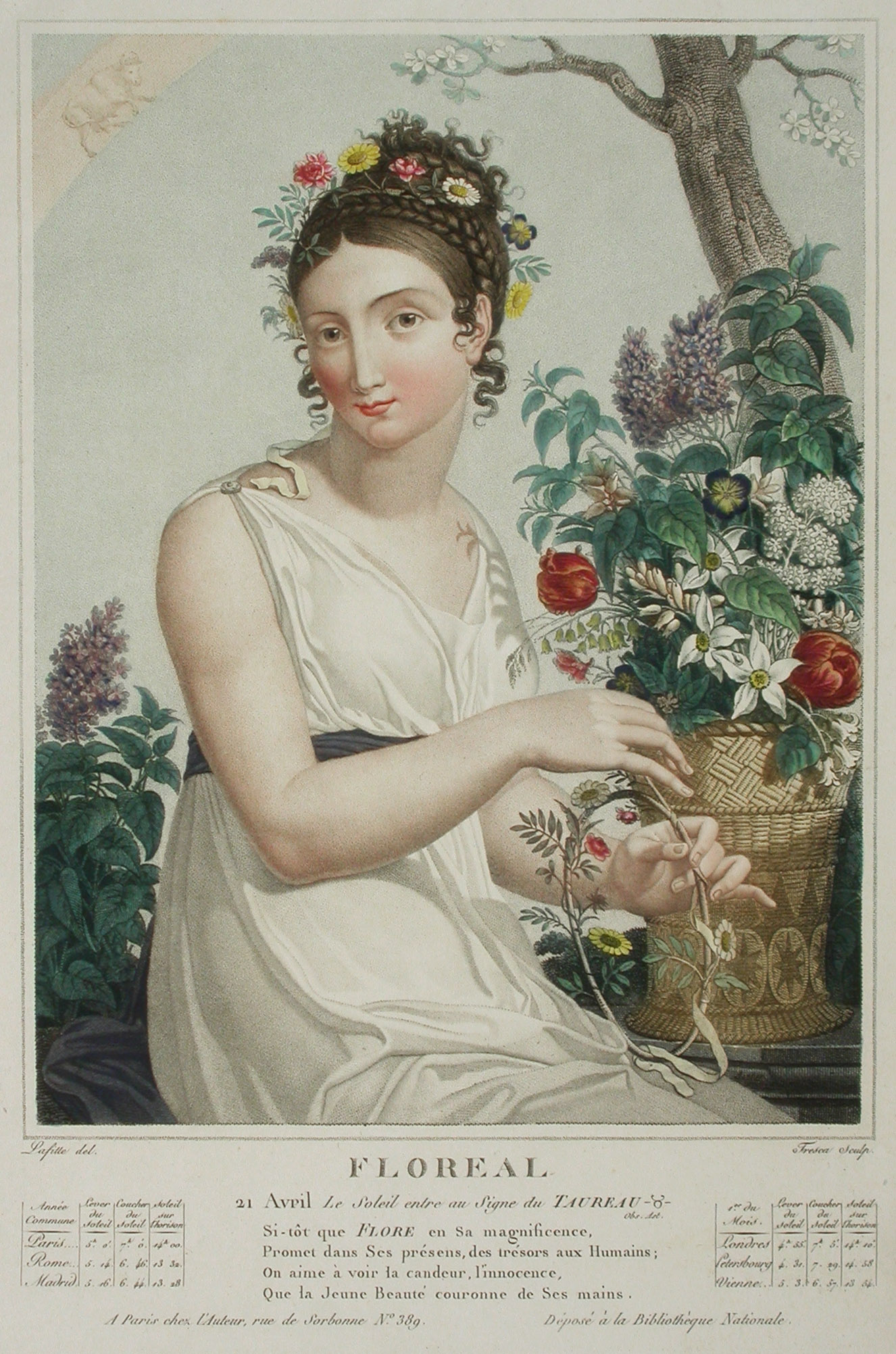
Alegoría de floreal, de Louis Lafitte.

Floreal (en francés Floréal) es el nombre del octavo mes del calendario republicano francés, el segundo de la estación primaveral, que dura desde el 20 o 21 de abril hasta el 20 o 21 de mayo, según el año. Coincide de forma aproximada con el paso aparente del Sol por la constelación zodiacal de Tauro.

## Etimología
El nombre del mes deriva del latín flos, que quiere decir flor. Según el informe a la Convención elaborado por Fabre d'Églantine, dicho nombre se refiere a "la apertura de las flores de abril en mayo". El sufijo -al denota que el mes pertenece a la estación de la primavera, igual que Germinal y Pradial.